# يكة أليفة الصخور
يوكا أليفة الصخور[بحاجة لمصدر] (الاسم العلمي:Yucca rupicola) هي نوع من النباتات يتبع جنس اليوكا من الفصيلة الهليونية.